# Sándwich de albóndigas
El sándwich de albóndigas (en inglés meatball sandwich), albondigazo (en Puerto Rico), bocata de albóndigas o bocadillo de albóndigas en España, es un sándwich común que forma parte de varias cocinas, incluida la cocina italoestadounidense y la estadounidense.
Se ha sugerido que el sándwich de albóndigas de carne se inventó en los Estados Unidos alrededor del siglo XX.

## Descripción
El sándwich consiste principalmente en albóndigas, salsa de tomate o marinara y pan, como pan italiano, baguette y panecillos. Los ingredientes adicionales pueden incluir ajo, pimiento verde, mantequilla, o queso como provolone y mozzarella. Es común prepararlo en forma de un sándwich submarino.

## Galería

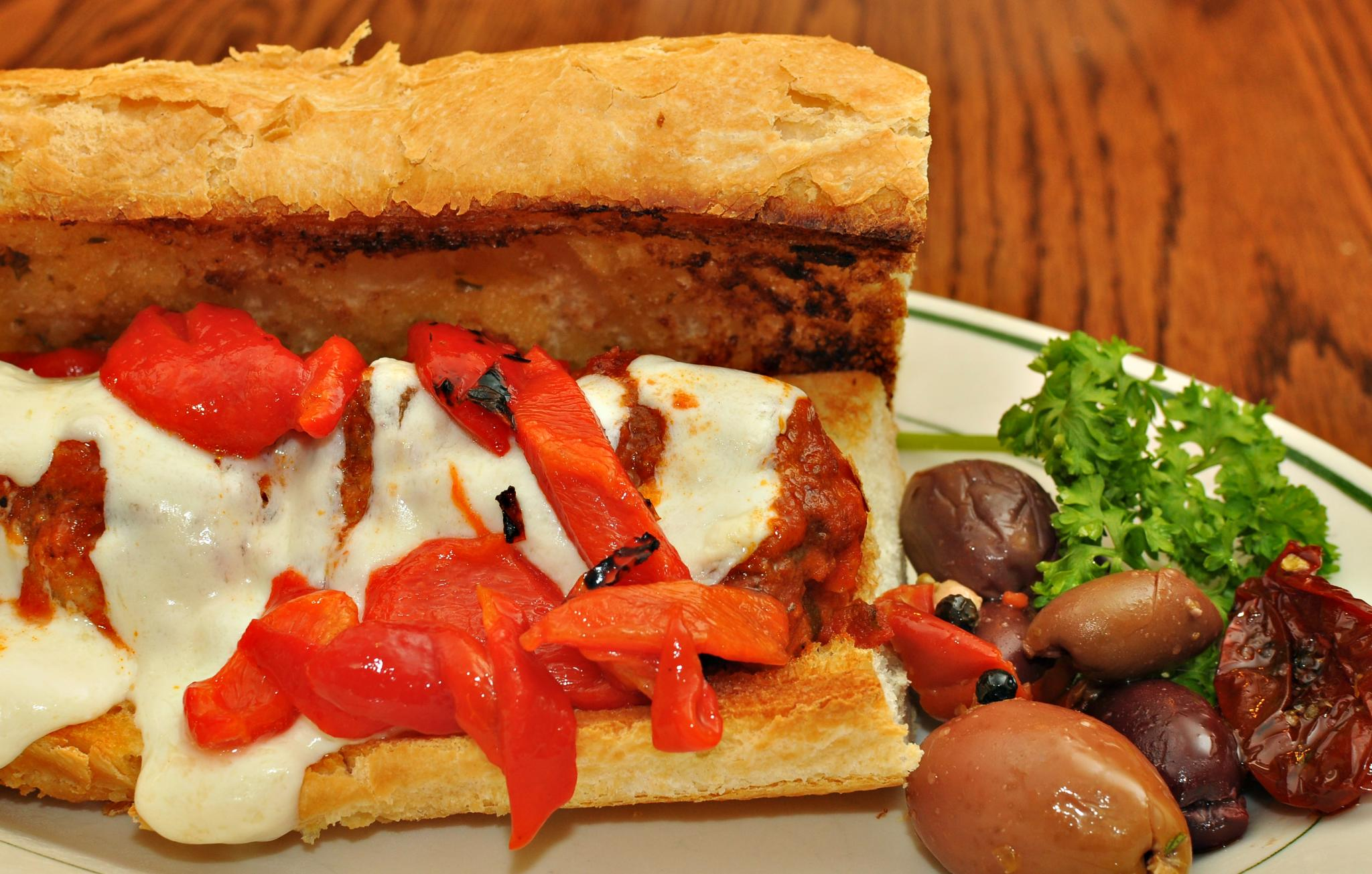
Un sándwich de albóndigas con salsa marinara, mozzarella y pimientos asados.
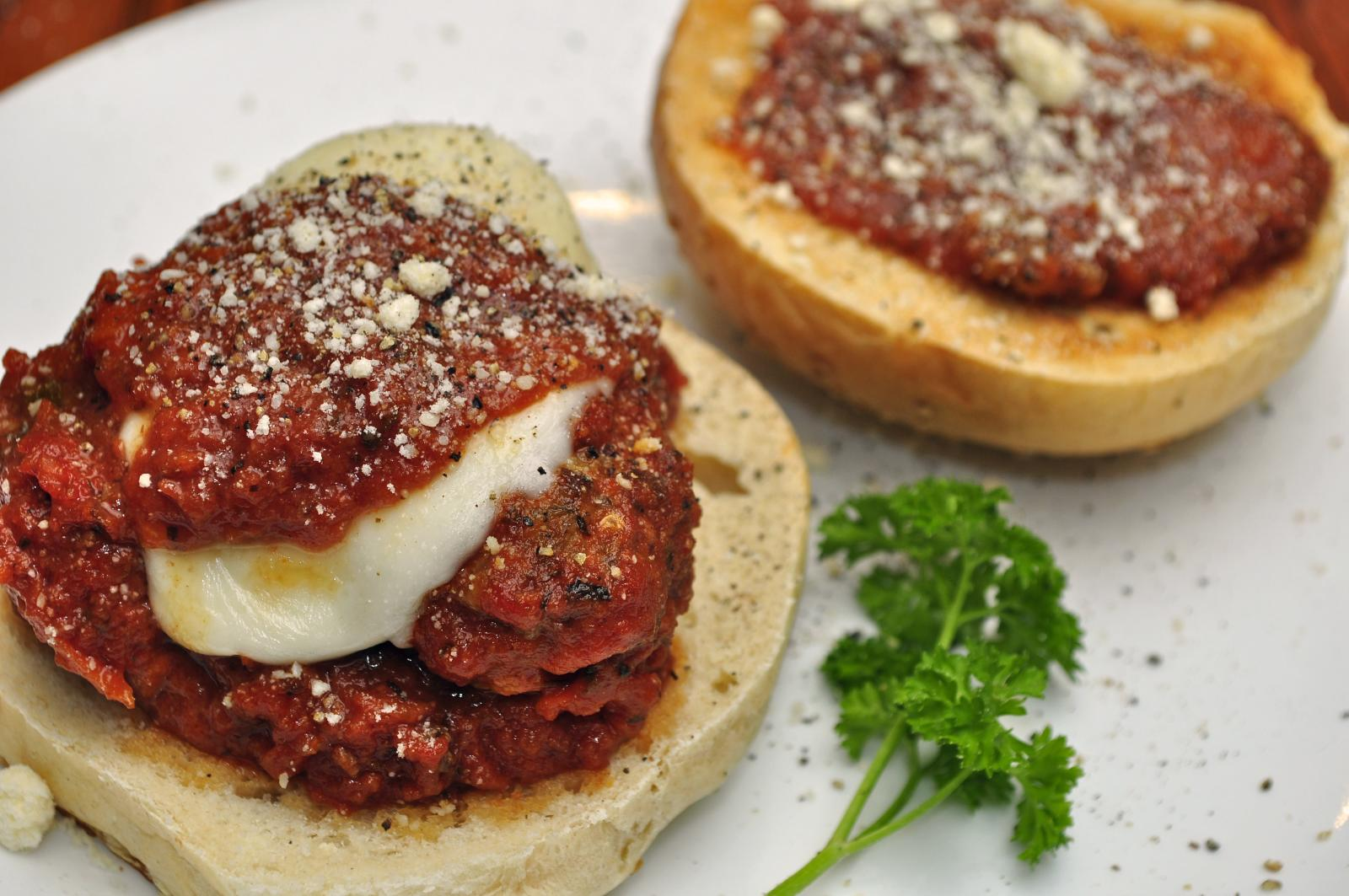
Un sándwich de albóndigas preparado con un bollo.
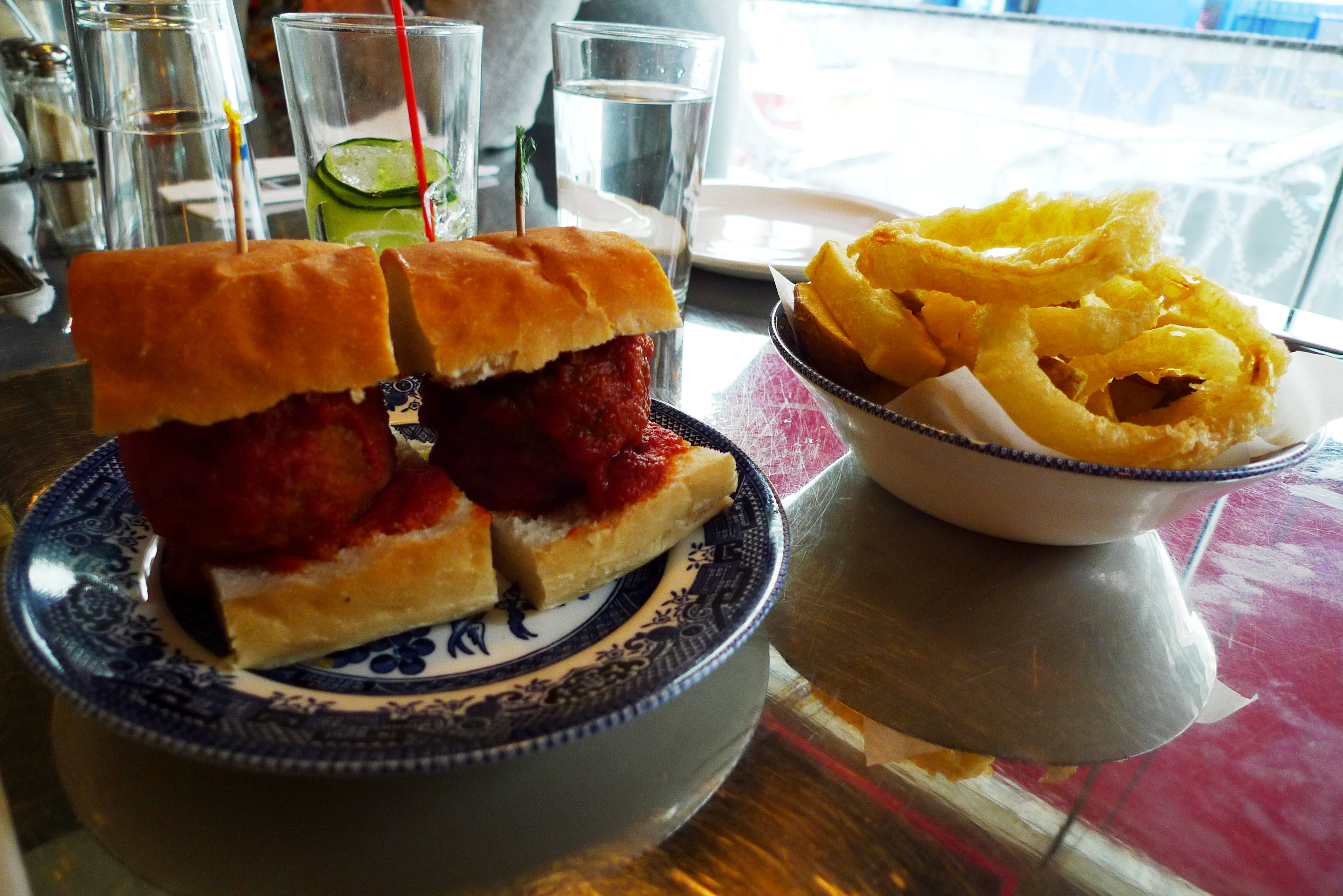
Un sándwich de albóndigas con aros de cebolla en un restaurante de Londres
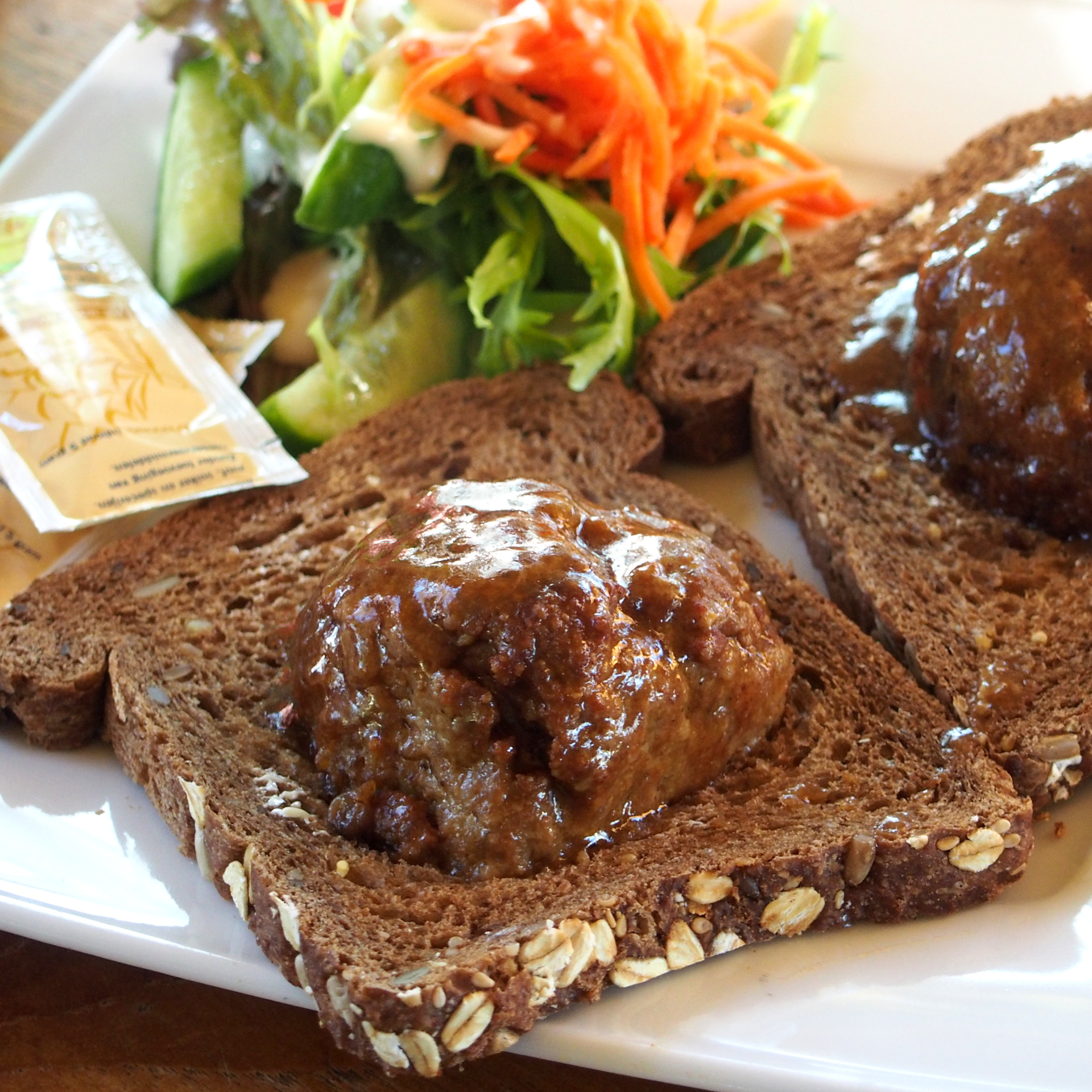
Broodje bal con salsa en los Países Bajos
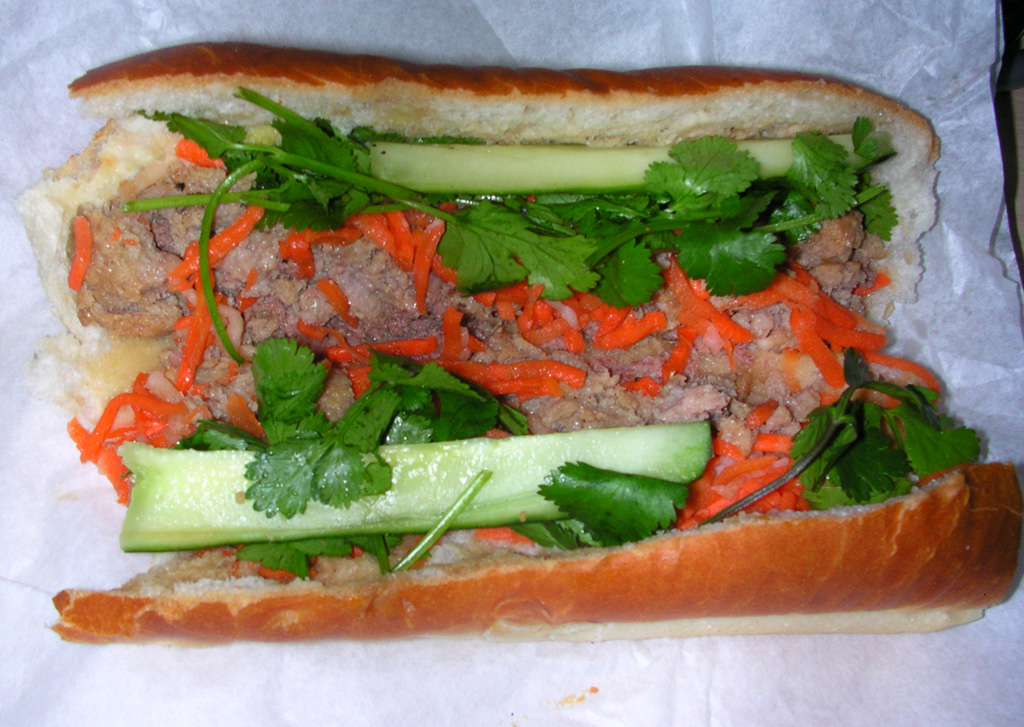
Un bánh mì de estilo vietnamita con albóndigas.
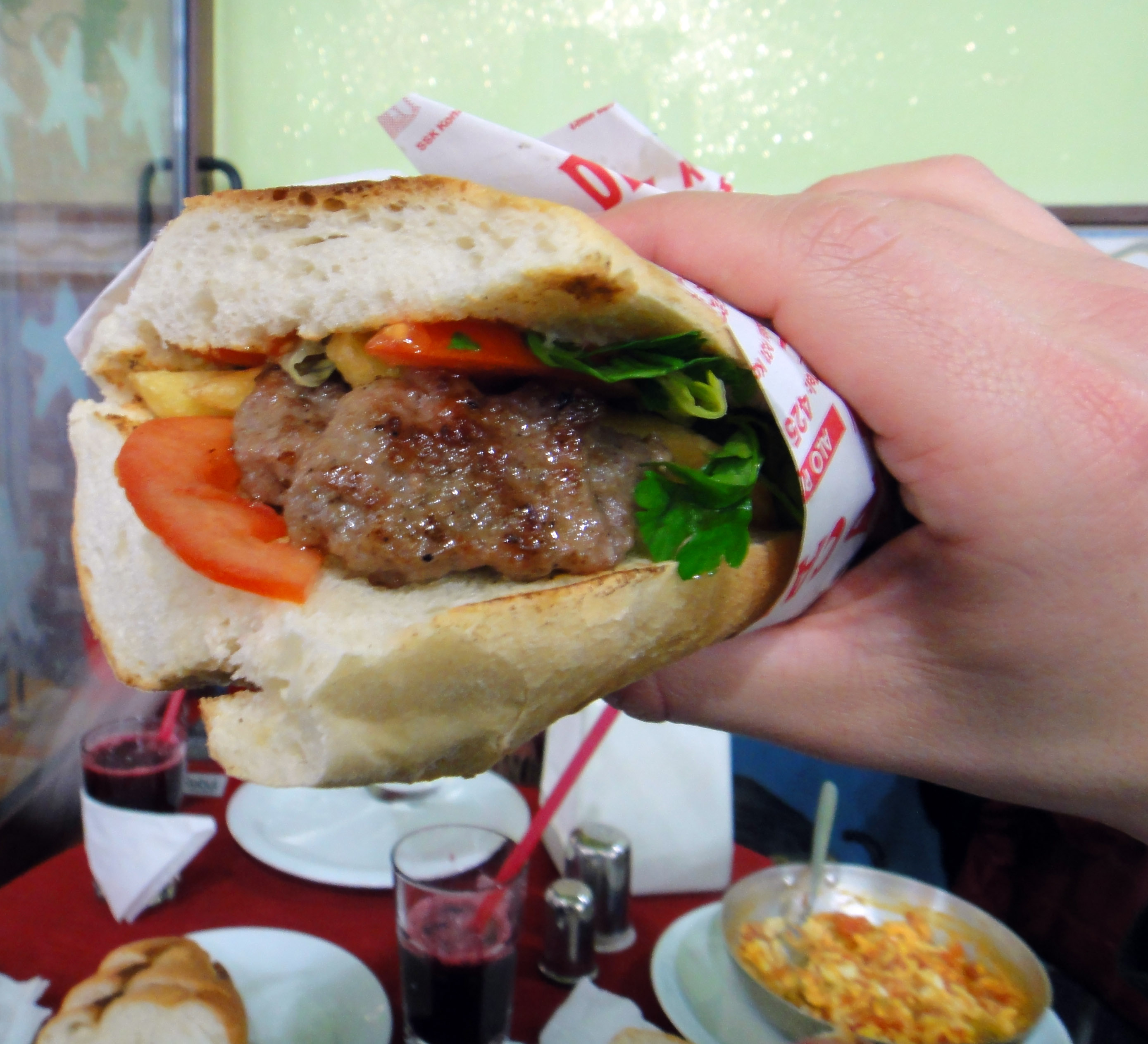
Un sándwich con kofta en Turquía